# Hrajdanivka, Vradiivka
Hrajdanivka (în ucraineană Гражданівка) este un sat în comuna Novovasîlivka din raionul Vradiivka, regiunea Mîkolaiiv, Ucraina.

## Demografie
Componența lingvistică a localității Hrajdanivka
     Ucraineană (94,87%)
     Română (3,59%)
     Rusă (1,54%)
Conform recensământului din 2001, majoritatea populației localității Hrajdanivka era vorbitoare de ucraineană (94,87%), existând în minoritate și vorbitori de română (3,59%) și rusă (1,54%).